# Carl Wenig

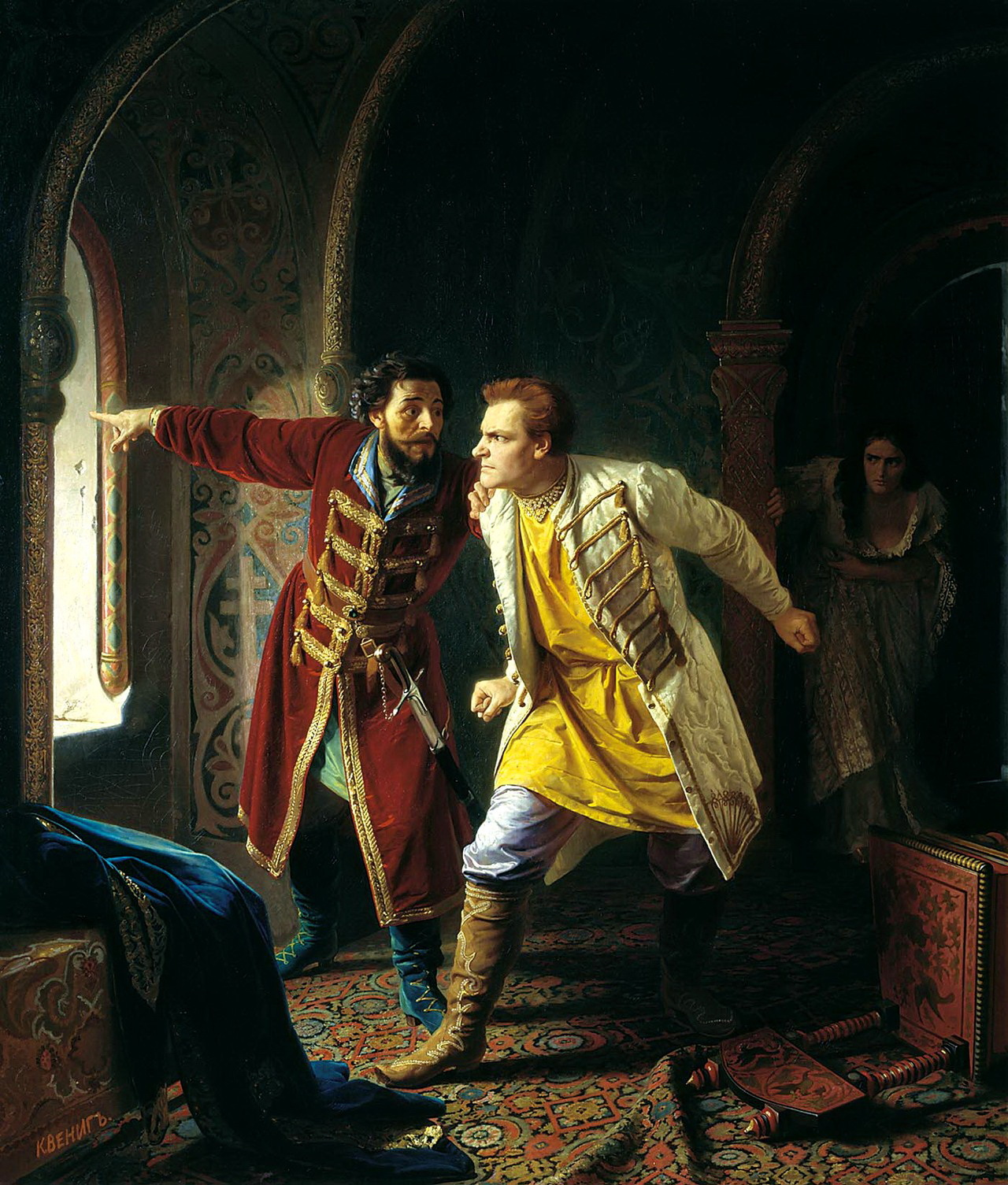
Ostatnie chwile Dymitra Samozwańca, 1879

Carl Wenig, ros. Карл Богданович Вениг (ur. 14 lutego/26 lutego 1830 w Rewlu, zm. 24 stycznia/6 lutego 1908 w Sankt Petersburgu) – rosyjski malarz akademicki, pedagog. Był synem nauczyciela muzyki, organisty i skrzypka luterańskiego zboru św. Mikołaja w Rewlu Gottlieba Friedricha Weniga i Agaty Emilii Fabergé – ciotki jubilera Karola Fabergé. Starszy brat malarza Johanna Gottlieba Weniga (Богда́н Богда́нович Ве́ниг, 1837-1872) 
Uczył się w Cesarskiej Akademii Sztuk Pięknych w Sankt Petersburgu pod kierunkiem Fiodora Bruni. W 1853 został wyróżniony złotym medalem za obraz Estera przed Kserksesem (Эсфирь перед Артаксерксом), dało mu to prawo do studiowania za granicą. Wenig osiedlił się w Rzymie i studiował malarstwo włoskiego renesansu. Obraz "Anioły zwiastują zagładę miasta Sodomy" (1862) przyniósł mu nominację na profesora Akademii. Obowiązki profesora w petersburskiej Akademii pełnił do roku 1894. Malował sceny rodzajowe i portrety, poruszał tematykę historyczną, biblijną i mitologiczną. Najbardziej znane jego prace to: Narodziny Bogurodzicy, Ukrzyżowanie, Iwan Groźny i jego mamka-karmicielka, Rosyjska dziewczyna i Wniebowzięcie.
W latach siedemdziesiątych XIX wieku uczestniczył w stworzeniu polichromii cerkwi Chrystusa Zbawiciela w Moskwie.